# Crimson Thunder
Crimson Thunder er det fjerde album fra det svenske power metalband HammerFall som blev udgivet i 2002 gennem Nuclear Blast. Det var det første album hvor bandet arbejdede sammen med produceren Charlie Bauerfeind. 

## Spor
1. "Riders of the Storm" (Dronjak/Cans) – 4:34
2. "Hearts On Fire" (Dronjak/Cans) – 3:51
3. "On the Edge of Honour" (Dronjak/Cans) – 4:49
4. "Crimson Thunder" (Dronjak/Cans) – 5:05
5. "Lore of the Arcane" (Dronjak) – 1:27
6. "Trailblazers" (Dronjak/Cans) – 4:39
7. "Dreams Come True" (Dronjak) – 4:02
8. "Angel of Mercy" (David C. T Chastain) – 5:38
9. "The Unforgiving Blade" (Dronjak/Cans) – 3:40
10. "In Memoriam" (Elmgren) – 4:21
11. "Hero's Return" (Dronjak/Cans) – 5:23

Bonusspor
1. "Rising Force" (Yngwie J. Malmsteen cover) (Europæisk bonusspor) – 4:30
2. "Detroit Rock City" (Kiss cover ) (Amerikansk bonusspor) – 3:56
3. "Crazy Night" (Loudness cover ) (Japansk bonusspor) – 3:42

## Musikere
- Joacim Cans – Vokal
- Oscar Dronjak – Lead & rytmeguitar, bagvokal
- Stefan Elmgren – Lead, rytme og akustisk guitar, bagvokal
- Magnus Rosén – Bas
- Anders Johansson – Trommer